# Tondo Bartolini
Pour les articles homonymes, voir Bartolini.
Le Tondo Bartolini (Vierge à l'Enfant avec la naissance de la Vierge et la rencontre de Joachim et Anne) est une peinture à tempera sur bois (diamètre 135 cm) de Fra Filippo Lippi, datable de 1452-1453, conservée à la Galerie Palatine à Florence en Italie.

## Histoire
Selon la tradition, l'œuvre a été commandée par le Florentin Leonardo Bartolini, selon certaines mentions dans des documents de 1452-1453, lors du séjour du peintre à Prato. Des études plus récentes (Jeffrey Ruda) ont plutôt pris en considération le blason au dos du panneau, qui appartient à un membre de la famille Martelli, et déplacé la datation, en se basant sur des preuves stylistiques, la rapprochant des dernières fresques des Vies de saint Étienne et de saint Jean-Baptiste dans la chapelle principale de la cathédrale de Prato, dans la seconde moitié des années 1460. On sait cependant qu'il n'était pas achevé lorsque Lippi entreprit de peindre à fresque le chœur de la cathédrale de Prato.
L'œuvre est mentionnée dans les inventaires du palais Pitti à Florence en 1761, qui l'indiquent comme étant conservée dans les « greniers ». Depuis l'aménagement de la galerie Palatine, elle constitue l'une des pièces les plus précieuses de la salle florentine du XVe siècle de la galerie.

## Description et style
Le grand format rond est l'un des premiers de la Renaissance, et inspira certainement Sandro Botticelli et d'autres artistes de la seconde moitié du XVe siècle.
L'Enfant est contre le ventre de sa mère, elle-même assise sur une chaise dont on aperçoit de curieux volutes de bois qui évoqueraient presque un goût « baroque ». La coiffure de la Vierge est celle en vogue entre les années 60 et 70 du siècle, avec de très légers voiles entrelacés, ornés de fins colliers de perles. La robe est riche et élégante, comme en témoignent les bijoux qui y sont appliqués ou le liseré doré. La Vierge et l'Enfant tiennent dans leurs mains une grenade, symbole de Fertilité et de Royauté, dont l'Enfant a extrait un grain qu'il montre à sa mère de l'autre main.
En arrière-plan, dans une partition architecturale complexe unifiée dans une perspective linéaire, se déroulent trois scènes liées à la naissance de Marie : la Rencontre à la Porte dorée de Joachim (père de Marie) et Anne (mère de Marie) (à droite), la Naissance de la Vierge (à gauche), avec quelques femmes au centre. Le choix des scènes rappelle un thème très discuté au XVe siècle, à savoir la conception « tachée » ou « immaculée » de Marie par sainte Anne : mise en lumière de la conception miraculeuse de Marie lors de la rencontre à la Porte dorée (Jérusalem), sans acte sexuel par conséquent, une position précise prise vis-à-vis de l'interprétation de l'« immaculation ». Les formes claires de l'architecture font ressortir le dynamisme de certaines figures, avec un dessin élégant.
Des œuvres sculpturales constituent des modèles de la composition, telles que la Porte du Paradis de Lorenzo Ghiberti. Les vêtements soyeux qui ondulent de mouvement, déjà expérimentés par Donatello dans Saint Georges libère la Princesse (1416-1417), sont utilisés ici pour la première fois en peinture et deviennent l'un des thèmes les plus chers de l'art florentin. De nombreux artistes s'en sont inspirés, comme Sandro Botticelli dans Le Retour de Judith à Béthulie (vers 1472) et Domenico Ghirlandaio dans la scène de la Naissance du Baptiste dans la chapelle Tornabuoni de la basilique Santa Maria Novella, où il a peint une figure similaire d'une femme vêtue de soie courant avec un panier sur la tête.
Le dos de la peinture contient le dessin d'un blason héraldique.

## Postérité
Le tondo fait partie du musée imaginaire de l'historien français Paul Veyne, qui le décrit dans son ouvrage justement intitulé Mon musée imaginaire.